# N'Bushe Wright
Pour les articles homonymes, voir Wright.
N'Bushe Wright, née le 20 septembre 1970 à New York, est une actrice américaine.

## Biographie

### Vie privée
Elle est la fille du joueur de jazz Suleiman-Marim Wright,.

## Filmographie

### Cinéma
- 1992 : Zebrahead (en) de Anthony Drazan : Nikki
- 1994 : Fresh de Boaz Yakin : Nichole
- 1995 : Génération sacrifiée (Dead Presidents) de Albert et Allen Hughes : Delilah Benson
- 1996 : Johns de Scott Silver : Christmas Junkie
- 1997 : His and Hers (en) de Hal Salwen : Selena
- 1997 : Squeeze de Robert Patton-Spruill : Juliana
- 1997 : A Woman Like That de David E. Talbert :
- 1998 : Blade de Stephen Norrington : Dr Karen Jenson
- 2000 : 3 Strikes de DJ Pooh : Juanita
- 2002 : Civil Brand (en) de Neema Barnette : Nikki Barnes
- 2004 : Joy Road de Harry A. Davis : Nia
- 2004 : He Say... She Say... But What Does GOD Say? de David E. Talbert: Alexandra Knight
- 2005 : God's Forgotten House de Justin Golding : Ebony
- 2006 : Restraining Order de Reggie Gaskins : Carla Monroe
- 2015 : A Talent for Trouble de Marvis Johnson : Marissa Montez

### Télévision

#### Téléfilms
- 1997 : Close to Danger de Neema Barnette : Inspecteur Maggie Sinclair
- 1997 : SUBWAYStories: Tales from the Underground (en) de Bob Balaban, Patricia Benoit, Julie Dash, Jonathan Demme, Ted Demme, Abel Ferrara, Alison Maclean, Craig McKay, Lucas Platt et Seth Zvi Rosenfeld : Une jeune fille

#### Séries télévisées
- 1992-1993 : Les Ailes du destin (I'll Fly Away) : Claudia Bishop (5 épisodes)
- 1993 : Homicide (Homicide: Life on the Street) : Loretta Kenyatta (saison 1, épisode 9)
- 1994 : Lifestories: Families in Crisis (en) : Laurette (saison 1, épisode 13)
- 1995 : American Gothic : Cheryl Truelane (saison 1, épisode 3)
- 1996 : Swift Justice (en) : Sylvie Hodges (saison 1, épisode 6)
- 1996 : New York Undercover : Carol (5 épisodes)
- 1999 : New York 911 : Brenda (saison 1, épisode 8)
- 2001 : UC: Undercover (en) : Keisha (3 épisodes)
- 2002 : Braquage au féminin (Widows) (mini-série) : Bella (4 épisodes)
- 2003 : Platinum (en) : Maxine 'Max' Colt
- 2004 : Chappelle's Show : La petite amie de Calvin (saison 2, épisode 2)